# الشدات المغاربية (لباس)
لا يوجد 

## أنواع الشدات المغربية

### الشدات المغربية
الشدة الطنجاوية: تتكون الشدة الطنجاوية من قفطان الحاج عمر المغربي و يتم وضع المضمة عليه و هي عبارة عن حزام ذهبي لشد القفطان ، بعد ذلك يتم وضع الجوهر أو اللبة على صدر العروس أما شدة الرأس تغطي الطنجاوية شعرها بغطاء "السبنية د الكنبوش أو السبنية د البحر وتتبثها بالعصابة وأخيرا تضيف التخليلة' التي تتكون من الجبين و مختلف الإكسسوارات الذهبية و التي تعتبر لباس الأميرات بالمغرب.
تختلف الشدة الطنجاوية عن الشدة التطوانية في كون الأولى مجوهراتها من الذهب على عكس التطوانية التي تغلب عليها الفضة و كذلك في طريقة شد الرأس، إلا أن كلاهما يعتبر جزءا أصيلا من الشدة الشمالية التي تميز المنطقة المغاربية عامة و المغرب على وجه الخصوص.
الشدة التطوانية: تعتبر الشدة التطوانية من أهم الشدات التي يزخر بها المغرب على وجه الخصوص و المنطقة المغاربية على وجه العموم. إذ تتكون الشدة التطوانية من قفطان الحاج عمر المغربي وحزام البروكار الفاسي أو المضمة حلي مغربي تقليدي كثيف منه عقد 'الجوهر" و"اللبة" و"الخلايل" و"الخرسة" وتغطي التطوانية شعرها بغطاء "السبنية د الكنبوش أو السبنية د البحر وتتبثها بالعصابة واخيرا تضيف التخليلة' التي تعتبر لباس الاميرات بالمغرب.
الشدة الفاسية: و تسمى كذلك باللبسة د الجوهر وهي لباس تقليدي مغربي و بالضبط في مدينة فاس ، تعتبر من أقدم و أفخر الشدات بالمملكة المغربية كونه يعبر عن أصالة المرأة الفاسية ، ومما يميزها عن غيرها من الشدات هو ثقلها و شكلها الذي يشبه الفراعنة ، يتكون من قفطان الخريب الفاسي عكس الشدات الشمالية الأخرى ( الشدة الطنجاوية والشدة التطوانية والشدة الشاونية ) التي تتكون من قفطان الحاج عمر المغربي إضافة إلى مجموعة من الإكسسوارات الذهبية و الحلي.
الشدة الشاونية أو الشدة بالطاكون: و تسمى أيضا بلبسة الحضرة الشاونية هي إحدى الشدات المغاربية التي يتميز بها المغرب و بالضبط من مدينة شفشاون شمال البلاد ،يتكون لباس الشدة الشاونية من قفطان مغربي من نوع الحاج عمرغالبا وحزاما مزكشا عريضا من الحرير أو البروكار و«الحراز» وهو عبارة عن عصابة انيقة من الثوب الابيض المطرز و«السبنية السويسة» عبارة عن طرحة حريرية تلبس تحت «الحراز» وتتميز بهذوب تتدلى من جوانبها إضافة إلى حلي جوهر فرسانة 
الشدة الرباطية السلاوية أو التوقيدة: تعتبر من أبرز الشدات المغربية التي تتزين بها العروس الرباطية و السلاوية تتكون من قفطان مغربي و يوضع على صدرها الجوهر كما تتزين بالتوقيدة و هي عبارة عن قبعة مزينة بالجوهر الحر و الذهب.
ليس هناك اي دليل في كتب التاريخ عن ما تدعيه هاته الصفحة. 

### الشدات التونسية
الجلوة التونسية: نوع من الشدات التي تشد بع العروس يوم الحناء تتميز بشكلها الفريد من نوعه، تصنع الجلوة عادة من قماش فاخر و تزين بالخيوط الذهبية و الإكسسوارات إضافة إلى الخلخال مما يجعلها ثقيلة و تضفي طابع الملكية على العروس و تتنوع الجلوة في تونس بين الجلوة الساحلية و البدوية و الأندلسية.